# Pedro Soeíro
Pedro Miguel Miranda Soeíro (* 11. September 1975 in Matosinhos) ist ein ehemaliger portugiesischer Radrennfahrer.

## Sportliche Laufbahn
Pedro Soeíro begann seine Karriere 1996 bei dem Radsport-Team W52-Paredes Movel-Fibromade. 1999 wechselte er zu Boavista. In seinem zweiten Jahr dort konnte er eine Etappe bei der Volta ao Alentejo für sich entscheiden. Drei Jahre später wurde er portugiesischer Meister im Straßenrennen. In der Saison 2004 gewann er das Eintagesrennen GP Area Metropolitana de Vigo und wurde letzter Sieger des damals längsten Eintagesrennen Porto-Lisboa. 2005 gewann er zum zweiten Mal eine Etappe bei der Alentejo-Rundfahrt und wurde in der Gesamtwertung Zweiter. 2010 beendete er seine Radsportlaufbahn.

## Palmarès
2000
- eine Etappe Volta ao Alentejo

2003
- Portugiesischer Meister – Straßenrennen
- Porto-Lisboa

2004
- zwei Etappen GP Abimota
- Porto-Lisboa

2005
- eine Etappe Volta ao Alentejo

## Teams
- 1995 W52-Paredes Movel-Fibromade
- 1996 W52-Paredes Movel-Fibromade
- 1997 Paredes Movel-W52
- 1999 Recer-Boavista
- 2000 Boavista
- 2001–2005 Carvalhelhos-Boavista
- 2006 Riberalves-Alcobaca
- 2007 Barbot-Halcon
- 2008 Centro Ciclismo de Loulé
- 2009–2010 Centro Ciclismo de Loulé-Louletano